# Flinder
Flinder – srebrna moneta niemiecka o wartości grosza i masie 2,8 grama, bita od 1440 r. we Fryzji Wschodniej i Oldenburgu. W XVII w. moneta 3-stuiverowa.